# ملوانک پوسته‌دار
ملوانک پوسته‌دار (نام علمی: Allonautilus scrobiculatus) نام یک گونه از سرده دگرملوانک است.